# Embleton (Cumbria)
Embleton ist eine Gemeinde in der Unitary Authority Cumberland im Nordwesten Englands.

## Geographie
Die Verwaltungseinheit liegt im Lake District zwischen Cockermouth und Keswick. Nachbarorte sind Setmurthy im Norden, Wythop im Osten, Lorton im Süden, Blindbothel und Dean im Südwesten sowie Cockermouth im Nordwesten.

## Geschichte
Die Cockermouth, Keswick and Penrith Railway eröffnete 1865 einen Bahnhof in diesem Ort, der 1966 von British Rail geschlossen wurde.